# Szentlőrinc
Szentlőrinc este un oraș în districtul Szentlőrinc, județul Baranya, Ungaria, având o populație de 6.646 de locuitori (2011). 

## Demografie
Componența etnică a orașului Szentlőrinc
     Maghiari (90,36%)
     Germani (4,08%)
     Romi (3,38%)
     Croați (1,16%)
     Necunoscut (0,56%)
     Alții (0,45%)
Componența confesională a orașului Szentlőrinc
     Romano-catolici (54,33%)
     Fără religie (13,78%)
     Reformați (6,03%)
     Atei (1,11%)
     Necunoscută (24,06%)
     Alte religii (1,52%)
Conform recensământului din 2011, orașul Szentlőrinc avea 6.646 de locuitori. Din punct de vedere etnic, majoritatea locuitorilor (90,36%) erau maghiari, existând și minorități de germani (4,08%), romi (3,38%) și croați (1,16%). Apartenența etnică nu este cunoscută în cazul a 0,56% din locuitori.  Din punct de vedere confesional, majoritatea locuitorilor (54,33%) erau romano-catolici, existând și minorități de persoane fără religie (13,78%), reformați (6,03%) și atei (1,11%). Pentru 24,06% din locuitori nu este cunoscută apartenența confesională.